# Bam (tỉnh)
Bam là một trong 45 tỉnh của Burkina Faso,. It is in Vùng Centre-Nord và thủ phủ của Bam is Kongoussi. Dân số năm 2006 là 277.092. Đây là một tỉnh nông nghiệp với 252.509 trong tổng số dân sống ở nông thôn, chỉ có 24.583 người sinh sống ở thành thị. Trong tổng số dân có 132.086 nam giới và 145.006 nữ giới.
Bam được chia thành 9 tổng:
| Tổng             | Thủ phủ   | Dân số (Điều tra dân số năm 2006) |
| ---------------- | --------- | --------------------------------- |
| Bourzanga (tổng) | Bourzanga | 48, 545                           |
| Guibare (tổng)   | Guibare   | 23, 830                           |
| Kongoussi (tổng) | Kongoussi | 68, 807                           |
| Nassere (tổng)   | Nassere   | 10, 507                           |
| Rollo (tổng)     | Rollo     | 26, 722                           |
| Rouko (tổng)     | Rouko     | 13, 651                           |
| Sabce (tổng)     | Sabce     | 23, 668                           |
| Tikare (tổng)    | Tikare    | 37, 702                           |
| Zimtenga (tổng)  | Zimtenga  | 23, 660                           |

## Thành phố kết nghĩa
- Kongoussi kết nghĩa với:
  - Canteleu, Seine-Maritime, Pháp[2]
  - Landerneau, Finistère, Pháp[3]